# Tigbao
Tigbao est une localité de la province du Zamboanga du Sud, aux Philippines. En 2015, elle compte 20 979 habitants.